# Wabigoon River
Wabigoon River är ett vattendrag i Kanada.   Det ligger i provinsen Ontario, i den sydöstra delen av landet, 1 500 km väster om huvudstaden Ottawa.
Trakten runt Wabigoon River är nära nog obefolkad, med mindre än två invånare per kvadratkilometer.